# كيث ميلن
كيث ميلن (بالإنجليزية: Keith Millen)‏ هو لاعب كرة قدم ومدرب كرة قدم بريطاني في مركز الدفاع، ولد في 26 سبتمبر 1966 في كرويدون في المملكة المتحدة. لعب مع كريستال بالاس ونادي بريستول سيتي ونادي برينتفورد ونادي ساوثهامبتون ونادي واتفورد.

## وصلات خارجية
- كيث ميلن على موقع قاعدة بيانات كرة القدم.إي يو (الإنجليزية)
- كيث ميلن على موقع Soccerbase.com (لاعب) (الإنجليزية)
- كيث ميلن على موقع Soccerbase.com (مدرب) (الإنجليزية)